# المسيحية في ويلز

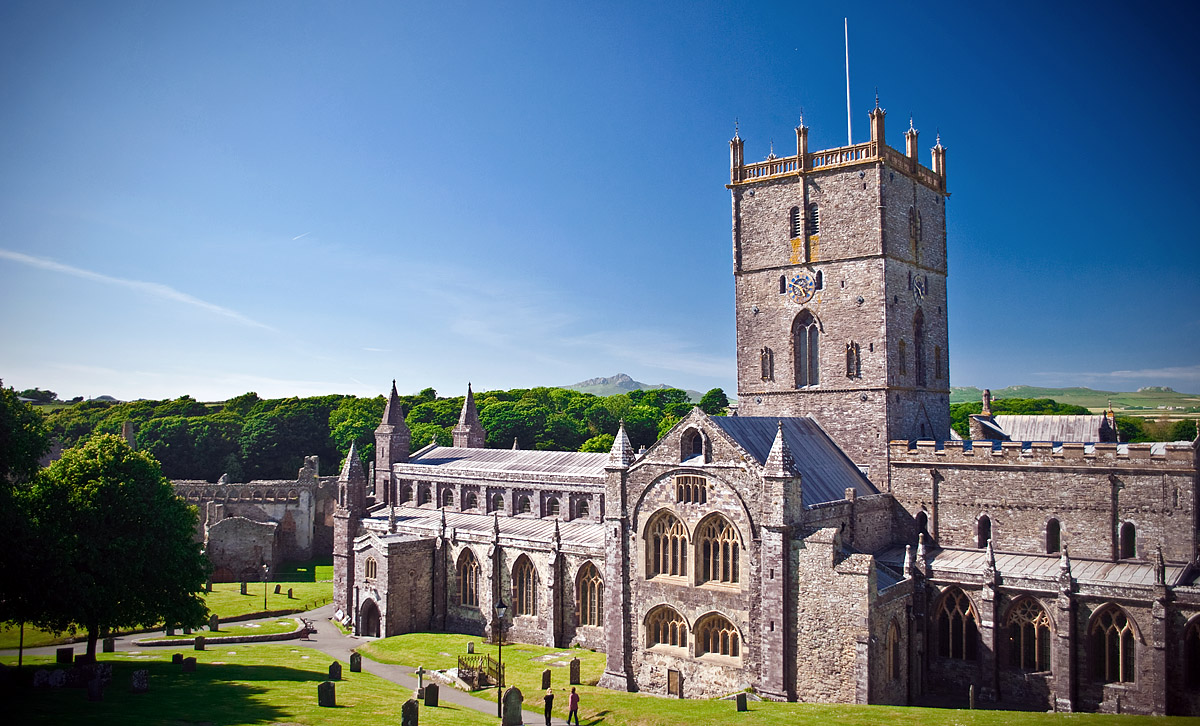
كاتدرائية القديس ديفيد: يُعد القديس ديفيد شفيع ويلز.

المسيحية في ويلز هي الديانة السائدة والمهيمنة، مع 71.9% من السكان يصفون أنفسهم بأنهم مسيحيون وذلك في تعداد السكان عام 2001. حتى عام 1920 كانت الكنيسة الرسميَّة في البلاد هي كنيسة إنجلترا، وذلك حتى انفصال الكنيسة المحلية عام 1920، لتصبح كنيسة ويلز الأنجليكانية ذات الحكم الذاتي. في ويلز هناك حضور قوي للكنيسة الميثودية؛ ففي عام 1904، كان هناك إحياء ديني أو ما يعرف بالنهضة الويلزية، والتي بدأت من خلال المبشر إيفان روبرتس وجذبت أعدادًا كبيرة من الأشخاص الذين تحولوا إلى المسيحية الإنجيلية.

## تاريخ

### العصور المبكرة

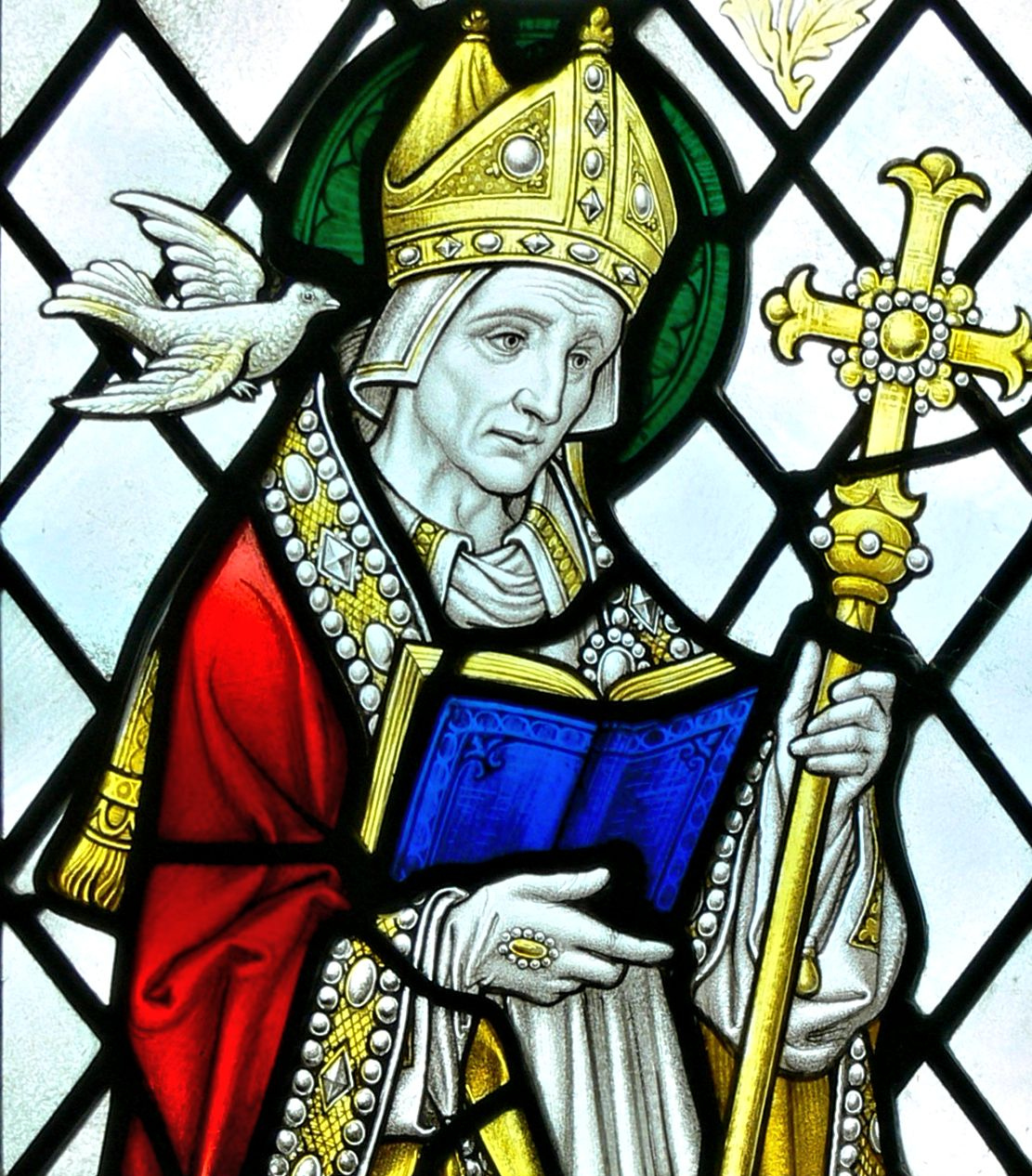
زجاجيَّة تصور القديس ديفيد.

وقت وصول المسيحية إلى ويلز غير معروف، يقترح علم الآثار أنها وصلت إلى بريطانيا الرومانية ببطء، واكتسب أتباعًا بين التجار الساحليين وبين الطبقات العليا أولاً، ولم ينتشر أبدًا خارج المناطق الجنوب الشرقي في العصر الروماني. وتشير التقاليد المسيحية أنَّ للقديس لوسيوس، وهو ملك بريطاني أسطوري من القرن الثاني، الفضل في إدخال المسيحية إلى الجزر البريطانية خلال حقبة البابا إيليتروس (في حوالي عام 180)، على الرغم من أن هذه القصة غير مؤكدة. يشير الباحثين إلى كون المسيحية وصلت بالتأكيد إلى ويلز في وقت ما في الاحتلال الروماني، ولكن تم قمعها في البداية. قتل أوائل الشهداء المسيحيين في ويلز كل من يوليوس وهارون، في إيسكا أوغوستا في جنوب ويلز حوالي عام 304 ميلادي. من المعالم المسيحية القديمة في ويلز هي سفينة مع رمز تشي رو وجدت في بلدة فينتا القريبة من سيلوروم. بحلول نهاية القرن الرابع، أصبحت المسيحية الدين الرسمي الوحيد للإمبراطورية الرومانية. وكانت ويلز مسقط رأس بيلاجيوس.
ومع انسحاب الفصائل الرومانية المحاصرة في ويلز في أوائل القرن الخامس، لم تتمكن القبائل الغازية، بما في ذلك الأنجلز والساكسون، الذين أصبحوا فيما بعد الإنجلوساكسون الإنجليز، من تحقيق نجاحات إلا على طول وادي سيفرن إلى جانب لانيدلويس. ومع ذلك فقد احتلت تدريجيًا شرق وجنوب بريطانيا (التي أصبحت إنجلترا)، مما ترك ويلز تقطع من علاقاتها مع الكلت في اسكتلندا وكورنوال وكمبريا. ذكر الكاتب غيلداس تباينات حادة بين المسيحيين الويلزيين في هذا. ويشير عمل على أنقاض وغزو بريطانيا وهي من تأليف الناسك غيلداس بحدود عام 530، إلى قصة استشهاد القديس ألبان في فيريولامنيوم، ويوليوس وهارون في «مدينة الفيلق»، قائلاً أن هذا حدث أثناء اضطهاد المسيحيين في وقت «مراسيم» ضدهم تم إصدارها. وحتى أوائل القرن السادس على الأقل: كانت العبادة المسيحية المبكرة لا تزال قائمة في مدينة فينتا سليروم، والتي قد كان لها أسقف مع دير في النصف الثاني من ذلك القرن.
في القرنين السادس والسابع تم إنشاء مستوطنات الرهبانية في جميع أنحاء البلاد، من قبل الزعماء الدينيين مثل ديوي، وإلتود، وبادارن، وتيلو. كانت هذه هي الفترة التي طور فيها الويلزيين هوية وطنية مشتركة، نشأت عن لغتهم ومعتقداتهم الدينية. وأسس ديوي العديد من الكنائس في أرجاء جنوب ويلز وخمس وثلاثون منها لا تزال تنادي بإسمه ولكن لا يبدو أنه توغل في الشمال أبعد من إقليم بويس ولكن يظهر انه زار كورنوول. ومع مرور الوقت زادت شهرته ومزاره أصبح موقعا مهما للحج وعندا جاء الغزو النورماندي اعترفوا به وبطلب هنري الأول من إنجلترا جعله البابا كاليكستوس الثاني قديسًا حوالي العام 1120.

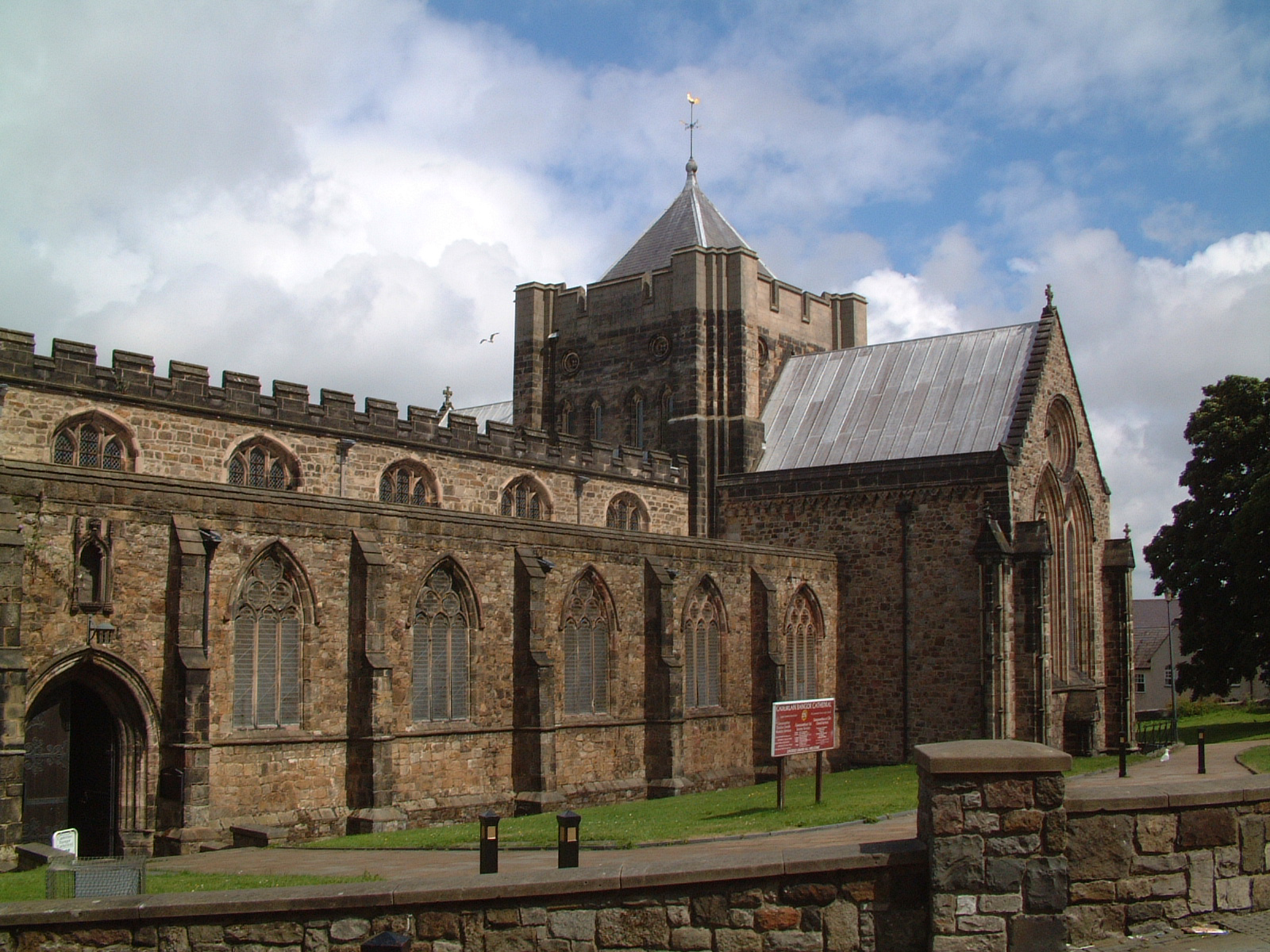
كاتدرائية بانجور في ويلز؛ يعود تاريخ تأسيسها إلى عام 525 للميلاي.

إثر انسحاب قوات الإمبراطورية الرومانية من مقاطعة من بريتانيا في 410، عندما تراجعت إمبراطوريتهم، غادر الرومان الجزيرة للدفاع عن حدودها في أوروبا القارية وبالتالي أصبحت بريطانيا مفتوحة للغزو من جانب الوثنية، والمحاربين البحريين مثل الساكسون والجوتس الذين سيطروا على المناطق المحيطة بالجنوب الشرقي. في نهاية القرن السادس الميلادي، أرسل البابا غريغوري مجموعة من المبشرين إلى كينت لتحويل الملك إيثيلبيرت وزوجته بيرثا للدين المسيحي. لم ينجح أوغسطين في تأسيس أبرشيته في كانتربري، كما ولم يثبت سلطته على الكنيسة الويلزيَّة في تشيستر لكن مهمته بمساعدة من المبشرين الإسكتلنديين أثبتت نجاحها في كينت ثم نورثمبريا؛ حيث واصلت الكنيسة الإنجليزية قيادة كاتدرائيات كانتربري ويورك. ونظرًا لأهمية البعثات الاسكتلندية، اتبعت نورثمبريا الكنيسة الأم في البداية في حساب عيد الفصح لكن بعد ذلك اتحدت مع كانتربري وروما في عام 664. وتشمل الوثائق المسيحية الإنجليزية المبكرة أناجيل لينديسفارن المضاءة في القرن السابع والحسابات التاريخية التي كتبها بيدي الجليل.
في القرن الخامس بدأت حملات البعثة الهايبرنية الاسكتلندية وهي عنوان عام يطلق على سلسلة من البعثات والحملات التي بدأها مختلف رجال الدين والعلماء الأيرلنديون. لم تكن هناك بعثة كاملة منسقة، ولكن كان هناك عدة بعثات متفرقة بدأها الرهبان الغيليين من أيرلندا والساحل الغربي لما يسمى في العصر الحديث اسكتلندا، مما ساهم في انتشار المسيحية والأديرة التي أنشئت في بريطانيا وأوروبا القارية خلال العصور الوسطى. أقرب بعثة ايرلندية سجلت تعود إلى العام 563 مع تأسيس إيونا من قبل الراهب الايرلندي القديس كولومبا. وقد تم تعيين كولومبا من قبل بيدا لخدمة شعب الغال تحت حكم مملكة دالريادا وتحويل ممالك بيكتس الشمالية إلى الديانة المسيحية. على مر القرون اللاحقة تم إرسال المزيد من البعثات التي انتشرت من خلال مناطق انجلترا الأنجلوسكسونية وإمبراطورية الفرنجة. غالبًا ما ارتبطت البعثات في وقت مبكر مع ممارسا المسيحية المعروفة باسم المسيحية الكلتية أو المسيحية العشائرية، والتي تميزت عن المنظمات في جميع الأديرة بدلا من الأبرشيات، ولكن الرغبة في الحفاظ على العلاقة مع الكرسي الرسولي اضطرتهم لأخذ أشخاص تابعين للمسيحية الرومانية معهم في بعثاتهم.

### العصور الوسطى وعصر الإصلاح

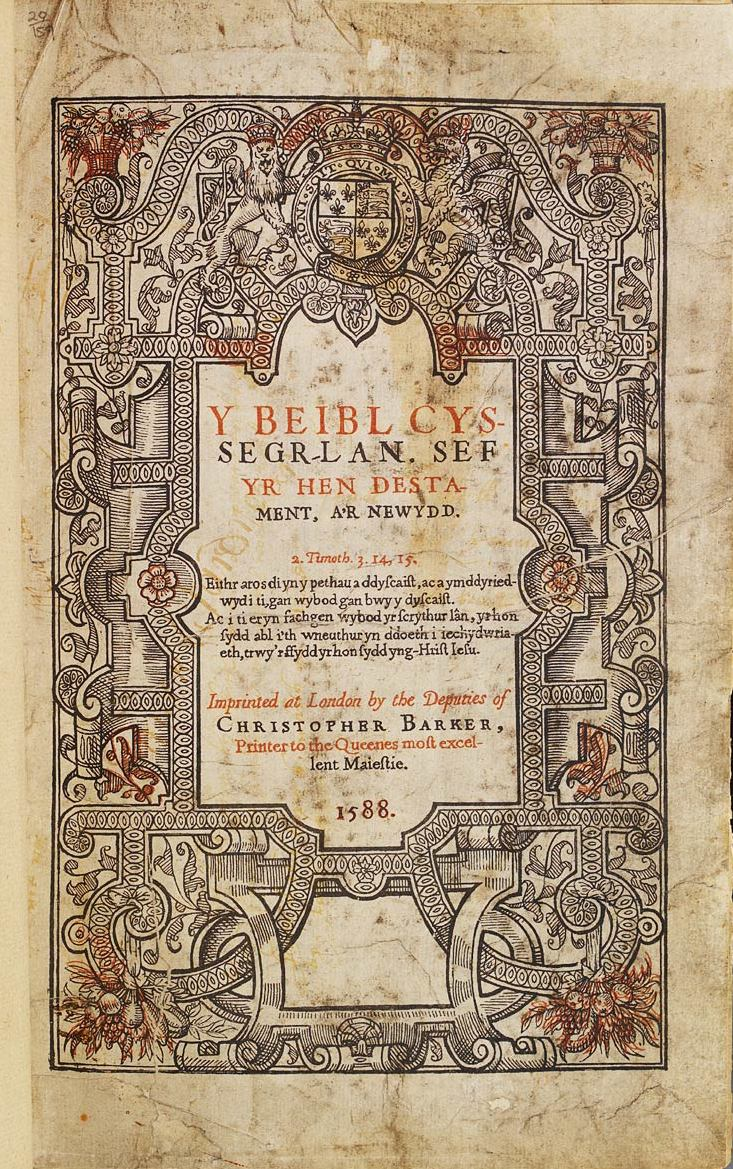
النسخة الأولى للكتاب المقدس في اللغة الويلزية؛ ترجم في عام 1588.

خلال العصور الوسطى، كانت إنجلترا وويلز جزءًا من الغرب المسيحي. خلال هذه الفترة كانت الأديرة، مثل تلك الموجودة في شافتسبري وشروزبري، سمات بارزة في المجتمع لتوفير السكن والمستشفيات والتعليم. وبالمثل، كانت المدارس مثل جامعة أكسفورد وجامعة كامبريدج قد تأسست من قبل الكنيسة الكاثوليكية. استقر أعضاء الطوائف الدينية في ويلز، ولا سيما الدومينيكان والفرنسيسكان، في كلتا المدارس وحافظوا على منازل للطلاب. أسس رجال دين مثل رئيس الأساقفة والتر دي ميرتون كلية ميرتون في أكسفورد، وأعطى ثلاثة باباوات مختلفين - غريغوري التاسع ونقولا الرابع ويوحنا الثاني والعشرون - جامعة كامبريدج الحماية والوضع القانوني للتنافس مع جامعات القرون الوسطى الأوروبية الأخرى. وكان الحج سمة بارزة للكاثوليكية في العصور الوسطى، وتم تزويد إنجلترا وويلز بشكل وافٍ بالعديد من المواقع الشعبية للحج. وكانت بعض المزارات المقدسة الأخرى هي تلك الموجودة في هوليويل في ويلز والتي احتفلت بذكرى القديس وينفريد.
في اليوم التالي لإعدام آن بولين، خطب هنري الثامن ملك إنجلترا جين سيمور إحدى وصيفات الملكة، ثم تزوجا بعد ذلك بعشرة أيام. وفي ذلك التوقيت، صدق هنري على قوانين ويلز لعام 1535، والتي أمرت ضم ويلز قانونيًا إلى إنجلترا، لتصير إنجلترا وويلز أمة موحدة. واستمرت هذه المشاركة دينيًا، حيث تم استيعاب ويلز في كنيسة إنجلترا ككيان قانوني وأصحبت كنيسة إنجلترا الكنيسة الرسميَّة في ويلز. وقد ترجمت بعض الكتب من الكتاب المقدس والأبوكريفا في العصور الوسطى إلى اللغة الويلزيَّة، ولكن قوانين الاتحاد (1536-1543) حظرَّت اللغة الويلزية من الاستخدام الرسمي.
ومع ذلك، خلال حقبة إليزابيث الأولى ملكة إنجلترا أصدر البرلمان الإنجليزي قانونًا لترجمة الكتاب المقدس وكتب القداس إلى اللغة الويلزية عام 1563. وفي عام 1567 أكمل ويليام ساليسبري وريتشارد ديفيز وتوماس هيت أول ترجمة حديثة للعهد الجديد ولكتاب الصلاة المشتركة باللغة الويلزيَّة. ثم في عام 1588 أكمل وليام مورغان ترجمة الكتاب المقدس كله. هذه الترجمات كانت مهمة لبقاء اللغة الويلزية من خلال منحها جعلها لغة طقسية وعبادة. وقد كان لهذا دور هام في استمرار استخدام اللغة كوسيلة للإتصال اليومي وكلغة أدبيَّة حتى يومنا هذا على الرغم من ضغوط اللغة الإنجليزية. وحدثت بعض الانتهاكات، حيث تم منح الأساقفة من أصول إنجليزيَّة بشكل روتيني مناصب في المناطق الناطقة بالويلزيَّة على الرغم من عدم نطقهم باللغة الويلزيَّة على الإطلاق. وهذا يتعارض مع المادة الرابعة والعشرين من القانون الكنسي في كنيسة إنجلترا.
أدت سياسة إليزابيث الأولى ملكة إنجلترا المعادية للكاثوليكية ووفاة الجيل الأقدم من الكهنة، إلى انهيار الكنيسة الرومانية الكاثوليكية بين الطبقات الدنيا في الشمال والغرب وويلز. حيث بدون كهنة، انجرفت هذه الطبقات الاجتماعية إلى كنيسة إنجلترا. وبوفاة إليزابيث الأولى ملكة إنجلترا في عام 1603، أصبحت الكاثوليكية «إيمان طائفة صغيرة»، تقتصر إلى حد كبير على أسر النبلاء.

### العصور الحديثة

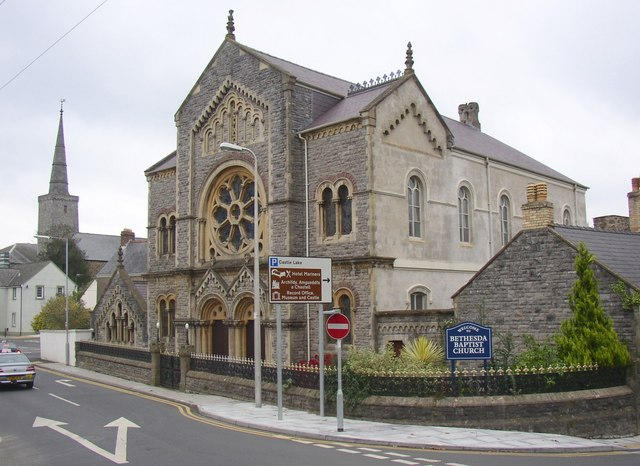
الكنيسة المعمدانية في هافرفوردويست.

في عام 1766، اعترف البابا بأن النظام الملكي الإنجليزي مشروعًا، وأدى ذلك في نهاية المطاف إلى قانون الإعلان عن قانون رفع الحظر والقيود على الكاثوليكية في إنجلترا وويلز عام 1829. كان للطوائف البروتستانتيَّة غير الأنجليكانيَّة تأثير كبير في ويلز منذ القرن الثامن عشر إلى القرن العشرين. كانت حركة الإحياء الميثودية الويلزية في القرن الثامن عشر واحدة من أهم الحركات الدينية والاجتماعية في تاريخ ويلز. بدأ الإحياء داخل كنيسة إنجلترا في ويلز وبقيت في البداية كمجموعة داخلها، لكن إحياء ويلز اختلف عن الإحياء الميثودي في إنجلترا حيث كان لاهوتها كالفينيًا بدلاً من الأرمنيانيَّة. بنى الميثاليين الويلزيين تدريجيًا شبكاتهم الخاصة، وهياكلهم، وحتى بيوت التقاءهم، والتي أدت في نهاية المطاف إلى انفصالهم عام 1811 وإنشاء الكنيسة المشيخية الميثودية الكلفينية في ويلز في عام 1823. وكان لحركة الإحياء الميثودية الويلزية تأثير أيضًا على الكنائس المعارضة والتي ضمت الكنيسة المعمدانية والتي شهدت بدورها أيضًا ظاهرة النمو والتجديد. ونتيجة لذلك، وبحلول منتصف القرن التاسع عشر، كانت ويلز في الغالب بلداً بروتستانتي غير أنجليكاني.
كانت حركة الإحياء الديني والتي تعرف باسم النهضة الويلزيَّة بين السنوات 1904 وحوالي 1905 أكبر حركات الإحياء المسيحية على نطاق واسع في ويلز في القرن العشرين. ويعتقد أن ما لا يقل عن 100,000 شخص أصبحوا مسيحيين خلال فترة الإحياء بين السنوات 1904 وحوالي 1905. ونص قانون الكنيسة الويلزيَّة لعام 1914 على فصل الأبرشيات الواقعة تحت سلطة كنيسة إنجلترا في ويلز ليتم تأسيس كنيسة ويلز الأنجليكانية، ودخل القانون حيز التنفيذ في عام 1920. ومنذ ذلك الحين لم تعد تملك ويلز كنيسة رسميَّة. في عام 2008، رفضت الكنيسة الأنجليكانية في ويلز اقتراح السماح للمرأة بأن تصبح أسقف.
كانت حركة الاعتدال السبتية قوية تاريخياً بين الشعب الويلزي؛ حيث تم حظر بيع الكحول في أيام الأحد في ويلز بموجب قانون إغلاق يوم الأحد (ويلز) عام 1881 - وهو أول تشريع صدر خصيصًا لويلز منذ العصور الوسطى-. منذ أوائل الستينيات من القرن العشرين، كان يُسمح لمناطق المجالس المحلية بإجراء استفتاءات كل سبع سنوات لتحديد ما إذا كان ينبغي أن تكون «رطبة» أو «جافة» أيام الأحد: أصبحت معظم المناطق الصناعية في الشرق والجنوب «رطبة» على الفور، وبحلول عقد 1980 أصبحت المنطقة الأخيرة، في الشمال الغربي من البلاد، رطبة؛ ومنذ ذلك الحين لم تعد هناك استفتاءات ليوم الأحد.

## ديموغرافيا

### التعداد السكاني

نسبة المستجيبين في تعداد 2011 في المملكة المتحدة الذين قالوا أنهم مسيحيون.

| الديانة            | 2001      | 2001  | 2011      | 2011  |
| الديانة            | تعداد     | %     | تعداد     | %     |
| ------------------ | --------- | ----- | --------- | ----- |
| مسيحية             | 2,087,242 | 71.9  | 1,763,299 | 57.6  |
| إسلام              | 21,739    | 0.7   | 45,950    | 1.5   |
| هندوسية            | 5,439     | 0.2   | 10,434    | 0.3   |
| بوذية              | 5,407     | 0.2   | 9,117     | 0.3   |
| سيخية              | 2,015     | 0.1   | 2,962     | 0.1   |
| يهودية             | 2,256     | 0.1   | 2,064     | 0.1   |
| أديان أخرى         | 6,909     | 0.2   | 12,705    | 0.4   |
| لادينية            | 537,935   | 18.5  | 982,997   | 32.1  |
| لم يعلن عن الديانة | 234,143   | 8.1   | 233,928   | 7.6   |
| مجمل السكان        | 2,903,085 | 100.0 | 3,063,456 | 100.0 |

### إيبسوس موري
القائمة التالية تعتمد على بيانات مسح أجري في نهاية حول أديان سكان كل من إنجلترا وويلز عام 2008 من قبل إيبسوس موري وبإستخدام عينة قوية علمياً ونفس المبدأ المطبق في تعداد عام 2001:
| الديانة                       | النسبة من مجمل السكان |
| ----------------------------- | --------------------- |
| المسيحية                      | 65.3%                 |
| كنيسة إنجلترا                 | 47%                   |
| الكنيسة الرومانية الكاثوليكية | 9.6%                  |
| طوائف مسيحية أخرى             | 8.7%                  |
| إسلام                         | 4.8%                  |
| هندوسية                       | 1.3%                  |
| سيخية                         | 0.4%                  |
| يهودية                        | 0.3%                  |
| أديان أخرى                    | 1.4%                  |
| لاأدرية                       | 5.3%                  |
| إلحاد                         | 6.8%                  |
| لم يجب عن السؤال              | 15.0%                 |

## الطوائف المسيحية
باستخدام نفس المبدأ المطبق في تعداد عام 2001، وجد مسح أجري في نهاية عام 2008 من قبل إيبسوس موري وبإستخدام عينة قوية علمياً، أنَّ حوالي 47% من سكان إنجلترا وويلز منتسبين إلى كنيسة إنجلترا، والتي هي أيضاً دين الدولة، وكان حوالي 9.6% من أتباع الكنيسة الرومانية الكاثوليكية وحوالي 8.7% مسيحيين من أتباع طوائف آخرى. تُعتبر كنيسة ويلز وهي كنيسة أنجليكانية أكبر جماعة دينية في البلاد ويتبعها 206,000 شخص في عام 2015، منهم حوالي 52,021 شخص يواظب على التردد على الكنائس. وكانت الكنيسة جزء من كنيسة إنكلترا حتى انفصالها عام 1920 وأخذت صفة رسمية وذلك تحت القانون الكنسي لويلز عام 1914. ولدت الكنيسة المشيخية الويلزية تحت تأثير الحركة الميثودية في القرن الثامن عشر. وانفصلت عن كنيسة إنجلترا في عام 1811، ويبتع الكنيسة حوالي 5% من مجمل سكان ويلز. ثاني أكبر حضور ديني في ويلز هي الكنيسة الرومانية الكاثوليكية، مع 43,000 شخص. القديس ديفيد هو القديس الشفيع في ويلز، ويحتفل سنويًا في عيد القديس ديفيد أو سانت ديوي (باللغة الويلزيَّة: Dydd Gŵyl) في 1 مارس.

### البروتستانتية

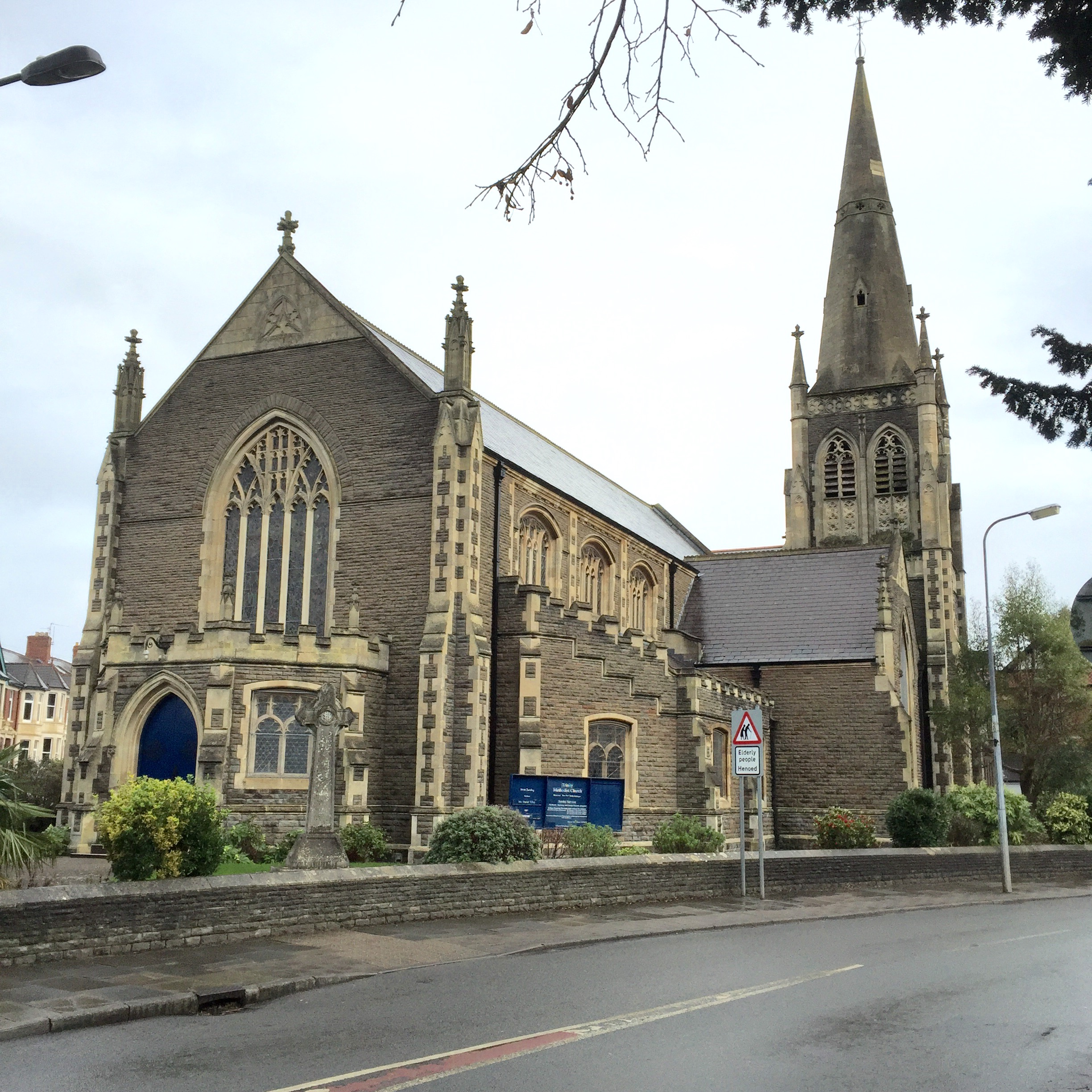
كنيسة الثالوث الميثودية في بينارث؛ تايخياً في ويلز هناك حضور قوي للكنيسة الميثودية.

كنيسة ويلز (بالويلزيَّة: Yr Eglwys yng Nghymru) هي كنيسة أنجليكانية تتألف من ستة أبرشيات. وتُعرِّف نفسها بأنها «الكنيسة القديمة في ويلز، كاثوليكية وإصلاحيَّة». الكنيسة الأنجليكانية هي أكبر طائفة في ويلز. وعلى عكس كنيسة إنجلترا، لا تعد الكنيسة في ويلز الكنيسة الرسمية في البلاد. وكان قد نص قانون الكنيسة الويلزيَّة لعام 1914 على فصل الأبرشيات الواقعة تحت سلطة كنيسة إنجلترا في ويلز ليتم تأسيس كنيسة ويلز الأنجليكانية، ودخل القانون حيز التنفيذ في عام 1920. ومنذ ذلك الحين لم تعد تملك ويلز كنيسة رسميَّة. وباعتبارها كنيسة تابعة للكنيسة الأنجليكانية، فإن الكنيسة في ويلز تعترف بأسقف كانتربري كمحور للوحدة ولكن من دون أي سلطة رسميَّة على الكنيسة في ويلز. وعقب الانفصال في عام 1920 كان وضع الكنيسة في ويلز في البداية أفضل من الكنائس غير التوافقية، والتي عانت من تراجع خلال أواخر القرن العشرين. وفي عام 2006 سجل متوسط الحضور الأسبوعي على الكنائس 6,780 دون سن 18 وحوالي 39,490 فوق سن 18 عاماً. وكان أعلى عدد من الحضور في عيد القيامة، مع حوالي 68,120 حضر القداس في عام 2007.في عام 2014 ذكرت الكنيسة في ويلز أن عدد المترددين على كنائسها كان حوالي 152,000 بالمقارنة مع 105,000 في عام 2013.
كان للطوائف البروتستانتيَّة غير الأنجليكانيَّة تأثير كبير في ويلز منذ القرن الثامن عشر إلى القرن العشرين. كانت حركة الإحياء الميثودية الويلزية في القرن الثامن عشر واحدة من أهم الحركات الدينية والاجتماعية في تاريخ ويلز. بدأ الإحياء داخل كنيسة إنجلترا في ويلز وبقيت في البداية كمجموعة داخلها، لكن إحياء ويلز اختلف عن الإحياء الميثودي في إنجلترا حيث كان لاهوتها كالفينيًا بدلاً من الأرمنيانيَّة. بنى الميثاليين الويلزيين تدريجيًا شبكاتهم الخاصة، وهياكلهم، وحتى بيوت التقاءهم، والتي أدت في نهاية المطاف إلى انفصالهم عام 1811 وإنشاء الكنيسة المشيخية الميثودية الكلفينية في ويلز في عام 1823. وكان لحركة الإحياء الميثودية الويلزية تأثير أيضًا على الكنائس المعارضة والتي ضمت الكنيسة المعمدانية والتي شهدت بدورها أيضًا ظاهرة النمو والتجديد. ونتيجة لذلك، وبحلول منتصف القرن التاسع عشر، كانت ويلز في الغالب بروتستانتي غير أنجليكاني.

### الكاثوليكية

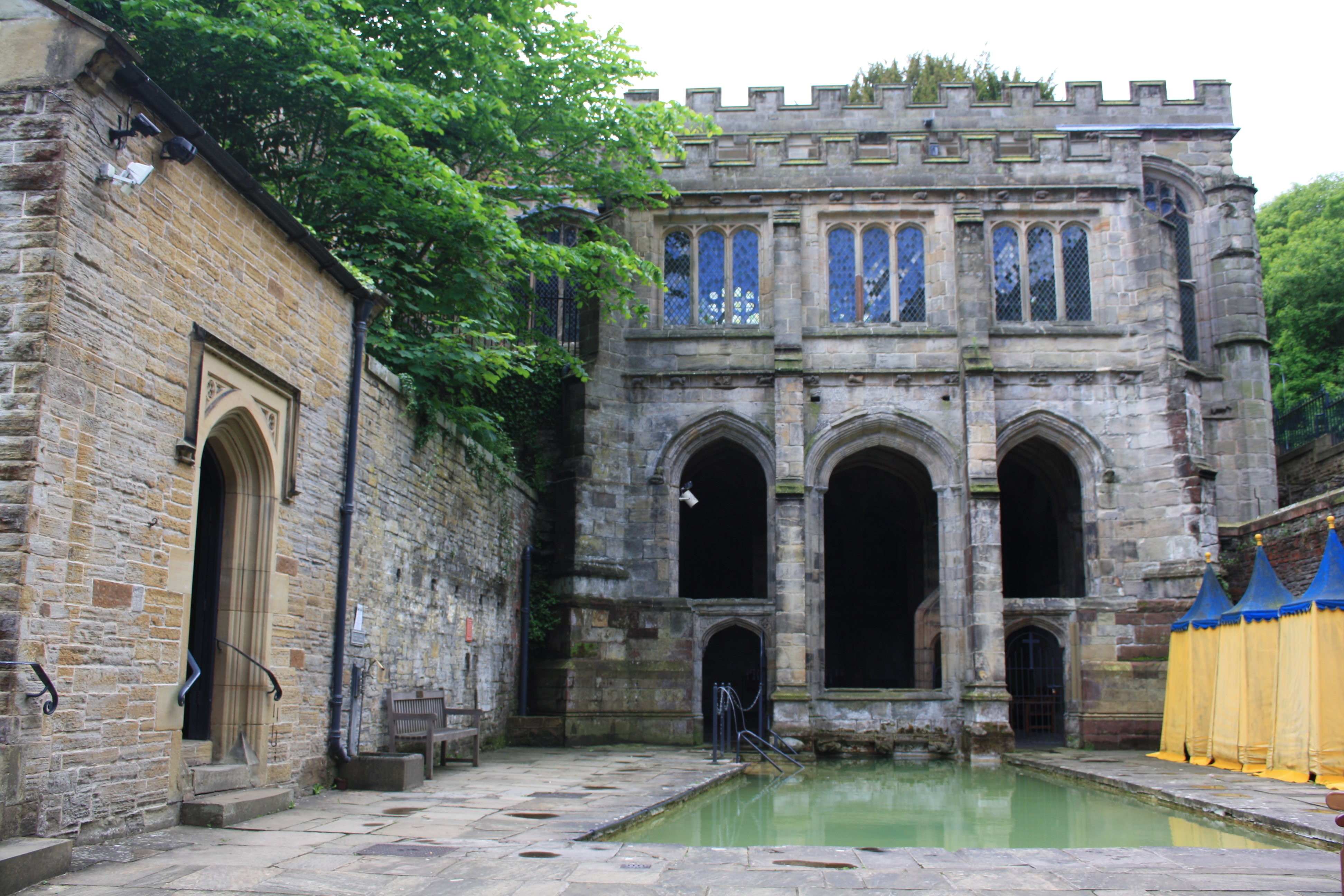
عين القديس ونيفريد؛ وهي من مواقع الحج الأثريَّة في البلاد.

الكنيسة الكاثوليكية في إنجلترا وويلز هي جزء من الكنيسة الكاثوليكية العالمية في ظل القيادة الروحية للبابا في روما ومجلس الأساقفة الإنجليزي، وتعد ثاني أكبر حضور ديني في ويلز هي الكنيسة الرومانية الكاثوليكية، مع 43,000 شخص. وفي تعداد المملكة المتحدة لعام 2001 كان هناك 4.2 مليون كاثوليكي في إنكلترا وويلز، أي حوالي 8%. يذكر أنه على مدار مائة سنة، لم يمثل الكاثوليك سوى 4.8% من السكان. في عام 2009، وجد استطلاع إيبسوس موري أن 9.6% أو 5.2 مليون من الإنجليز والويلزيين من الكاثوليك.
يعود حضور الكنيسة الكاثوليكية الإنجليزية إلى ما يقرب من ألف سنة من زمن أوغسطين كانتربري، وتشير التقاليد المسيحية أنَّ للقديس لوسيوس، وهو ملك بريطاني أسطوري من القرن الثاني، الفضل في إدخال المسيحية إلى الجزر البريطانية خلال حقبة البابا إيليتروس (في حوالي عام 180)، على الرغم من أن هذه القصة غير مؤكدة. يشير الباحثين إلى كون المسيحية وصلت بالتأكيد إلى ويلز في وقت ما في الاحتلال الروماني، ولكن تم قمعها في البداية. قتل أوائل الشهداء المسيحيين في ويلز كل من يوليوس وهارون، في إيسكا أوغوستا في جنوب ويلز حوالي عام 304 ميلادي. من المعالم المسيحية القديمة في ويلز هي سفينة مع رمز تشي رو وجدت في بلدة فينتا القريبة من سيلوروم. بحلول نهاية القرن الرابع، أصبحت المسيحية الدين الرسمي الوحيد للإمبراطورية الرومانية. وكانت الكنيسة الكاثوليكية الكنيسة الرسمية في البلاد حتى عام 1534، في عهد الملك هنري الثامن حيث تغير موقعها من خلال سلسلة من القوانين التشريعية بين عام 1533 وعام 1536. واستقلت الكنيسة عن الكرسي الرسولي لتصبح كنيسة إنجلترا، الكنيسة الوطنية في البلاد وليصبح هنري رئيسًا للكنيسة.